# Камышинская ТЭЦ
Камышинская ТЭЦ — тепловая электростанция (теплоэлектроцентраль) в городе Камышин Волгоградской области России. ТЭЦ находится в собственности ООО "ТИС-ЭС". Является основным источником теплоснабжения города.

## История
Строительство теплоэлектроцентрали в Камышине началось в мае 1951 года для энергоснабжения Камышинского хлопчатобумажного комбината, решение о строительстве которого было принято Советом Министров СССР. Проектировщик станции — Одесское отделение ВГПИ «Теплоэлектропроект». Строительными работами руководила Зоя Фёдоровна Завадская.
Первая очередь теплоэлектроцентрали мощностью 12 МВт (котлоагрегат ЦКТИ-75-39Ф и турбоагрегат ПТ-12-35/10) была принята в эксплуатацию 16 сентября 1956 года. К 1958 году были введены в эксплуатацию три турбины ПТ-12-35/10 и пять котлоагрегатов среднего давления, мощность достигла 36 МВт.
В 1968—1976 годах для обеспечения возросших тепловых нагрузок на Камышинской ТЭЦ были смонтированы пиковые водогрейные котлы ПТВМ-100. Были реконструированы паровые котлы ЦКТИ-75-39Ф с увеличением производительности с 75 до 100 тонн пара в час.
В 1972 году была введена очередь высокого давления — три котла БКЗ-160-100ГМ и две турбины ПР-25-90/10/09.
Станция входила в энергообъединение РЭУ «Волгоградэнерго». В ходе реформы РАО ЕЭС России Камышинская ТЭЦ вместе с другими электростанциями Волгоградэнерго вошла в состав Территориальной генерирующей компании № 8. После вхождения в группу компаний «Лукойл» ТГК-8 была разделена на несколько компаний, ставших 100 % дочками Лукойла. Камышинская ТЭЦ при этом вошла в состав ООО «Лукойл-Волгоградэнерго». В 2022 году Камышинская ТЭЦ была продана ООО "ТИС-ЭС".

## Современное положение
Камышинская ТЭЦ функционирует синхронно с ЕЭС России в составе Волгоградской энергосистемы, которая, в свою очередь, входит в состав объединённой энергосистемы (ОЭС) Юга. Установленная электрическая мощность Камышинской ТЭЦ на начало 2018 года — 61 МВт или 2 % от общей мощности электростанций области. Выработка электрической энергии в 2015 году составила 190,7 млн кВт⋅ч.
Электростанция расположена в промышленной зоне города Камышин и в режиме комбинированной выработки электрической и тепловой энергии снабжает теплом промышленные предприятия (в том числе в виде пара) и население города. Установленная тепловая мощность Камышинской ТЭЦ на начало 2016 года — 378 Гкал/ч (в том числе 278 Гкал/ч c отборов турбин).
Камышинская ТЭЦ — паросиловая ТЭЦ, тепловая схема которой выполнена с поперечными связями и имеет две очереди: среднего давления — 35 атм, высокого давления — 90 атм. Основное оборудование станции:
- три турбоагрегата:
  - две турбины типа ПР-25-90/10 единичной мощностью 25 МВт,
  - одна турбина типа ПТ-12-35 единичной мощностью 11 МВт;
- пять паровых котлоагрегатов:
  - три котла типа БКЗ-160-100ГМ 1970—1972 годов ввода в эксплуатацию на давление 90 атм единичной производительностью 160 т/ч (на мазуте, на газе — 120 т/ч),
  - один котёл типа ЦКТИ-75-39Ф 1957 года ввода в эксплуатацию на давление 35 атм производительностью 100 т/ч,
  - один котёл БКЗ-75-39ГМ 1958 года ввода в эксплуатацию на давление 35 атм производительностью 75 т/ч.

Основное топливо — природный газ, резервное — топочный мазут. Водоснабжение ТЭЦ осуществляется из реки Волги.